# Yaese
Yaese (japanska: 八重瀬町?, Yaese-chō) är en landskommun (köping) i Okinawa prefektur, Japan. Den ligger på huvudön Okinawa cirka 8 kilometer sydost om residensstaden Naha. 
Kommunen bildades 2006 genom en sammanslagning av kommunerna Kochinda och Gushikami.